# Ýokary Liga
Turkmenistans Ýokary Liga (turkmeniska: Türkmenistanyň Ýokary Ligasy; Türkmenistanyng Jokary Ligasy) är toppdivisionen i fotboll i Turkmenistan. Ligan organiseras av Türkmenistan Futbol Federasiýasy (Turkmenistans fotbollsförbund), som skapade ligan 1992. Säsongen inleds i april varje år och pågår till slutet av oktober samma år. På grund av Turkmenistans klimat spelas ligan inte under vinterhalvåret.

## Klubbar (2022)
| Klubb               | Stad        | Föregående säsong | Slutplacering |
| ------------------- | ----------- | ----------------- | ------------- |
| Achal FK            | Achal       | 2.                |               |
| Altyn Asyr FK       | Asjchabad   | Mästare           |               |
| Aşgabat FK          | Asjchabad   | 6.                |               |
| Nebitçi FT          | Balkanabat  | 7.                |               |
| Energetik Mary      | Mary        | 8.                |               |
| Köpetdag Aşgabat    | Asjchabad   | 4.                |               |
| Merw Mary           | Mary        | 5.                |               |
| Şagadam Türkmenbaşy | Türkmenbaşy | 3.                |               |

## Mästare

### Turkmenska SSR(1937-1991)
- 1937-38 : Lokomotiw Aşgabat
- 1938 : Dinamo Aşgabat
- 1939-45 : ingen tävling
- 1946 : Dinamo Aşgabat
- 1947 : Spartak Aşgabat
- 1948 : Dinamo Aşgabat
- 1949 : Lokomotiw Aşgabat
- 1950 : Spartak Aşgabat
- 1951 : DOSA Aşgabat
- 1952 : DOSA Aşgabat
- 1953 : Dinamo Aşgabat
- 1954 : Kombinerat lag från Mary Oblast
- 1955 : Kombinerat lag från Aşgabat
- 1956 : Gyzyl Metallist Aşgabat
- 1957 : Kombinerat lag från Aşgabat Oblast
- 1958 : Kombinerat lag från Aşgabat
- 1959 : Kombinerat lag från Nebitdag
- 1960 : Kombinerat lag från Çärjew
- 1961 : Energetik Nebitdag
- 1962 : Energetik Nebitdag
- 1963 : Gurluşykçy Mary
- 1964 : Serhetçi Aşgabat
- 1965 : Serhetçi Aşgabat
- 1966 : Serhetçi Aşgabat
- 1967 : Serhetçi Aşgabat
- 1968 : Serhetçi Aşgabat
- 1969 : Serhetçi Aşgabat
- 1970 : Garagum Mary
- 1971 : Maýak Çärjew
- 1972 : Energogurluşykçy Mary
- 1973 : Sementçi Büzmeýin
- 1974 : Awtomobilist Aşgabat
- 1975 : Nebitçi Krasnowodsk
- 1976 : Energetik Mary
- 1977 : Şatlyk Mary
- 1978 : Nebitçi Krasnowodsk
- 1979 : Nebitçi Krasnowodsk
- 1980 : Nebitçi Krasnowodsk
- 1981 : Gurluşykçy Nebitdag
- 1982 : Lokomotiw Aşgabat
- 1983 : Obahojalyktehnika Çärjew
- 1984 : Nebitçi Krasnowodsk
- 1985 : Lokomotiw Aşgabat
- 1986 : Nebitçi Krasnowodsk
- 1987 : SKIF Aşgabat
- 1988 : Ahal Aşgabat Raýon
- 1989 : Medik Nebitdag
- 1990 : Awtomobilist Aşgabat
- 1991 : Sel'khoztekhnika Aşgabat

### Turkmenistan(sedan 1992)
| Säsong  | Mästare             | Andraplats       | Tredjeplats         | Skytteligavinnare (lag) - Mål                                                                                             |
| ------- | ------------------- | ---------------- | ------------------- | --- |
| 1992    | Köpetdag Aşgabat    | FK Balkan        | Ahal Akdaşaýak      | Sergej Kazankow (TSHT Aşgabat) - 41                                                                                       |
| 1993    | Köpetdag Aşgabat    | FK Balkan        | Büzmeýin            | Berdimyrat Nurmyradow (Köpetdag Aşgabat) - 25                                                                             |
| 1994    | Köpetdag Aşgabat    | Nisa Aşgabat     | Merw Mary           | Berdimyrat Nurmyradow (Köpetdag Aşgabat) - 13                                                                             |
| 1995    | Köpetdag Aşgabat    | Nisa Aşgabat     | FK Balkan           | Rejepmyrat Agabaýew (Nisa Aşgabat) - 41                                                                                   |
| 1996    | Nisa Aşgabat        | Köpetdag Aşgabat | Ekskawatorçy Çärjew | Rejepmyrat Agabaýew (Nisa Aşgabat) - 28                                                                                   |
| 1997-98 | Köpetdag Aşgabat    | Nisa Aşgabat     | Dagdan Aşgabat      | Rejepmyrat Agabaýew (Nisa Aşgabat) - 17                                                                                   |
| 1998-99 | Nisa Aşgabat        | Köpetdag Aşgabat | Dagdan Aşgabat      | Rejepmyrat Agabaýew (Nisa Aşgabat) - 16 Şarafutdin Jumanyýazow (Turan Daşoguz) - 16 Didargylyç Urazow (Nisa Aşgabat) - 16 |
| 2000    | Köpetdag Aşgabat    | FK Balkan        | Nisa Aşgabat        | Amandurdy Annadurdyýew (Köpetdag Aşgabat) - 13                                                                            |
| 2001    | Nisa Aşgabat        | Köpetdag Aşgabat | FK Balkan           | Didargylyç Urazow (Nisa Aşgabat) - 32                                                                                     |
| 2002    | Şagadam Türkmenbaşy | Nisa Aşgabat     | Garagum Türkmenabat | Rustam Sadykow (Şagadam Türkmenbaşy) - 20                                                                                 |
| 2003    | Nisa Aşgabat        | FK Balkan        | Şagadam Türkmenbaşy | Daýançgylyç Urazow (Nisa Aşgabat) - 21                                                                                    |
| 2004    | FK Balkan           | Nisa Aşgabat     | Merw Mary           | Berdi Şamyradow (HTTU Aşgabat) - 19                                                                                       |
| 2005    | HTTU Aşgabat        | Gazçy Gazojak    | FK Balkan           | Berdi Şamyradow (HTTU Aşgabat) - 30                                                                                       |
| 2006    | HTTU Aşgabat        | FK Balkan        | FK Aşgabat          | Hamza Allamow (Turan Daşoguz) - 22                                                                                        |
| 2007    | FK Aşgabat          | HTTU Aşgabat     | FK Balkan           | Berdi Şamyradow (HTTU Aşgabat) - 16                                                                                       |
| 2008    | FK Aşgabat          | HTTU Aşgabat     | FK Balkan           | Mämmedaly Garadanow (HTTU Aşgabat) - 12 Berdi Şamyradow (HTTU Aşgabat) - 12                                               |
| 2009    | HTTU Aşgabat        | FK Balkan        | Merw Mary           | Berdi Şamyradow (HTTU Aşgabat) - 18                                                                                       |
| 2010    | FK Balkan           | Altyn Asyr FK    | FK Lebap            | Berdi Şamyradow (HTTU Aşgabat) - 11                                                                                       |
| 2011    | FK Balkan           | HTTU Aşgabat     | FK Aşgabat          | Mämmedaly Garadanov (HTTU Aşgabat) - 24                                                                                   |
| 2012    | FK Balkan           | Merw Mary        | HTTU Aşgabat        | Aleksandr Bolijan (Şagadam Türkmenbaşy) - 23                                                                              |
| 2013    | HTTU Aşgabat        | Balkan FK        | Altyn Asyr FK       | |
| 2014    | Altyn Asyr FK       | Achal FK         | Şagadam FK          | |
| 2015    | Altyn Asyr FK       | Balkan FK        | Aşgabat FK          | |
| 2016    | Altyn Asyr FK       | Balkan FK        | Energetik FK        | |
| 2017    | Altyn Asyr FK       | Achal FK         | Şagadam FK          | |
| 2018    | Altyn Asyr FK       | Achal FK         | Energetik FK        | |
| 2019    | Altyn Asyr FK       | Achal FK         | Şagadam FK          | |
| 2020    | Altyn Asyr FK       | Achal FK         | Şagadam FK          | |
| 2021    | Altyn Asyr FK       | Achal FK         | Şagadam FK          | |
| 2022    | Achal FK            | Altyn Asyr FK    | Merw FK             | |
| 2023    | Arkadag FK          | Altyn Asyr FK    | Nebitçi FK          | |

## Titlar per klubb
| Klubb                        | Mästare                                            |
| ---------------------------- | -------------------------------------------------- |
| Altyn Asyr FK                | 8 (2014, 2015, 2016, 2017, 2018, 2019, 2020, 2021) |
| Köpetdag Aşgabat             | 6 (1992, 1993, 1994, 1995, 1997–98, 2000)          |
| Nebitçi FT (tidigare Balkan) | 4 (2004, 2010, 2011, 2012)                         |
| Nisa Aşgabat                 | 4 (1996, 1998–99, 2001, 2003)                      |
| HTTU Aşgabat                 | 4 (2005, 2006, 2009, 2013)                         |
| Arkadag FK                   | 2 (2023, 2024)                                     |
| Aşgabat FK                   | 2 (2007, 2008)                                     |
| Şagadam Türkmenbaşy          | 1 (2002)                                           |
| Achal FK                     | 1 (2022)                                           |